# Wolverton (Milton Keynes)
Wolverton is een plaats in het bestuurlijke gebied Milton Keynes, in het Engelse graafschap Buckinghamshire. De plaats telt 13.546 inwoners.